# Heinkel P.1064
O Heinkel P.1064 foi um projecto da Heinkel para conceber um bombardeiro pesado de longo alcance, alimentado por seis motores. Nunca passou da fase de planeamento.